# Fritz (programme d'échecs)
Pour les articles homonymes, voir Fritz.
Fritz est un programme d'échecs commercial développé par Frans Morsch et édité par la société allemande ChessBase. 
La dernière version est Deep Fritz 14, pour la version des « deep » (multiprocesseurs) et Fritz 16 pour la version classique. Fritz 13 était livré avec une interface graphique, une bibliothèque d'ouvertures et une base de données de 1,5 million de parties d’échecs (datant de 1625 à 2009).
Fritz est considéré en 2018 comme l'un des meilleurs programmes en finales.[réf. souhaitée]

## Historique
Frans Morsch et son ami Ed Schröder (de) développent leur premier programme d'échecs dans les années 1980.
En 1989 Frans Morsch développe les ordinateurs dédiés CXG Sphinx Dominator et CXG Sphinx Galaxy d'une force de 1 940 Elo.[réf. souhaitée]
Au début des années 1990, la société ChessBase demande à Morsch de développer le programme d'échecs Fritz, qui portera le nom de « Knightstalker » aux États-Unis. En 1995 à Hong Kong, Fritz 3 crée la surprise en battant une version prototype de Deep Blue et remporte le Championnat du monde d'échecs des ordinateurs.
En 2002 lors de la partie Brains in Bahrain (en), Deep Fritz fait match nul face au champion du monde de parties « classiques » en titre, Vladimir Kramnik, par le score de 4–4 (le programme calculait 3 millions de coups par seconde, et fonctionnait sur un système à huit processeurs cadencés à 2,4 GHz, épaulés par 256 Mo de mémoire). 
En novembre 2003, X3D Fritz, une version de Deep Fritz avec une interface 3D, fait match nul en quatre parties contre Garry Kasparov (Fritz tourne sur 4 processeurs Intel Pentium 4 Xeon cadencés à 2,8 GHz).
Le 23 juin 2005, dans les studios d'ABC Times Square, la barre d'outils de recherche Accoona contrôlée par un prototype de Fritz 9, fait match nul contre le champion du monde FIDE, Rustam Qosimjonov.
Le 10 septembre 2006, Fritz 9.0 est classé 6e du classement de la SSDF avec 2811 points Elo, six points derrière Shredder 9.0 et 113 points derrière Rybka 1.2, classé premier.
Du 25 novembre au 5 décembre 2006 à Bonn, Deep Fritz (fonctionnant sur un ordinateur doté de 4 processeurs Xeon DC 5160 cadencés à 3 GHz, avec un FSB de 1 333 MHz et une mémoire cache L2 de 4 MB, calculant environ entre 8 et 10 millions de coups par seconde) joue un match en six parties contre Vladimir Kramnik (alors champion du monde réunifié). Fritz gagne sur le score de 4–2,,,, dont un point gagné sur une gaffe impensable de la part de Kramnik qui se fait mater en un coup dans la deuxième partie ; Kramnik ne vit pas la menace, bien qu'il indiqua ensuite : « Je suis également choqué par ce qui s'est produit. Je ne peux pas l'expliquer. Ma position était excellente, je me sentais bien et n'étais même pas fatigué »,.
Dans les années 2010, le programme Fritz lui-même est dépassé en qualité de jeu par ses « successeurs » (Komodo, Stockfish, Rybka, etc.), mais c'est l'interface graphique de Fritz qui est surtout utilisée car elle permet de jouer avec tous les programmes d'échecs compatibles avec le protocole UCI, en particulier les meilleurs programmes actuels (2018) que sont Stockfish ou Komodo. Cette interface permet également d'accéder à travers le cloud de Fritz à toutes les analyses effectuées par différents modules sur une position donnée, ce qui en fait un outil pratique pour l'analyse de parties.

## Style de jeu
Le style de jeu de Fritz est positionnel ; il reste l'un des plus forts programmes en finale, en particulier les finales de tours et en finale de Fous.[réf. souhaitée]

## Versions
- Fritz 1 : 1991
- Fritz Deluxe : 1992
- Fritz 2 : 1992/1993

gagne en blitz contre Gary Kasparov à Cologne en 1992
- Fritz 2.51 : 1994
- Fritz 3 : 1994/1995

gagne en blitz contre Gary Kasparov à Munich en 1994
- Fritz 4 : 1995/1996

perd contre Gary Kasparov à Londres en 1995
- Fritz 5 : 1997
- Fritz 5.32 : 1998

Disponible en téléchargement légal et gratuit sur Internet
- Fritz 6  : 2000
- Fritz 7 : 1er juillet 2001
- Deep Fritz Bahrain : 2002

match nul contre Vladimir Kramnik à Bahreïn
- Deep Fritz 7 : 2003
- Fritz 8 : septembre 2003
- X3D Fritz : novembre 2003

match nul 2-2 contre Garry Kasparov à New York
- Fritz 8 Bilbao : décembre 2004
- Deep Fritz 8 : 2005
- Fritz 9 : 15 décembre 2005
- Fritz 10 : octobre 2006

gagne contre Vladimir Kramnik à Bonn
- Fritz 11 : novembre 2007
- Fritz 12 : octobre 2009
- Fritz 13 : octobre 2011
- Deep Fritz 13 : 2012
- Deep Fritz 14 : 2013
- Fritz 15 : 24 novembre 2015

utilise le moteur de jeu Rybka
- Fritz 16 : 12 novembre 2017

utilise le moteur de jeu Rybka,
- Fritz 17 : 12 novembre 2019